# کالتو
کالتو (به ایتالیایی: Calto) یک کومونه در ایتالیا است که در استان روویگو واقع شده‌است.

## خصوصیات
کالتو ۱۱٫۰ کیلومترمربع مساحت و ۸۳۴ نفر جمعیت دارد.